# Gargetta triplicepunctata
Gargetta triplicepunctata är en fjärilsart som beskrevs av M.Gaede 1930. Gargetta triplicepunctata ingår i släktet Gargetta och familjen tandspinnare. Inga underarter finns listade i Catalogue of Life.